# Catedral de San Francisco Javier (Alexandria)
La Catedral de San Francisco Javier (en inglés: St. Francis Xavier Cathedral) es la iglesia catedral de la diócesis de Alexandria, que se encuentra en el estado de Luisiana, al sur de Estados Unidos. La catedral fue introducida en el Registro Nacional de Lugares Históricos el 29 de marzo de 1984. El complejo incluye la construcción de la catedral, la Academia San Francisco  (erigida en 1897), y la rectoría (erigida en 1896 y renovada en 1930).La antigua iglesia parroquial de San Francisco fue construida en 1817.  Fue el único edificio en Alejandría que sobrevivió durante la guerra civil estadounidense. A medida que el ejército de la Unión se retiró de la ciudad durante la desastrosa Campaña de Río Rojo (Red river), el Padre JP Bellier se hizo pasar por el general Nathaniel Banks, el oficial al mando de la Unión, y ordenó a las tropas preservar la iglesia.  Su plan tuvo éxito y el edificio se salvó. Sin embargo el viejo edificio se quemó en 1895. Los esfuerzos para reconstruir una iglesia comenzaron de inmediato. La primera piedra fue colocada el 3 de diciembre de 1895. Diseñado en estilo neogótico por Nicholas J. Clayton, la nueva iglesia fue dedicada el 30 de noviembre de 1899.